# Borja Comenge
Borja Comenge Monclús (Huesca, 16 ottobre 1978) è un allenatore di pallacanestro e dirigente sportivo spagnolo.